# 594 (numero)
Cinquecentonovantaquattro è il numero naturale dopo il 593 e prima del 595.

## Proprietà matematiche
- È un numero pari.
- È un numero composto, con 16 divisori: 1, 2, 3, 6, 9, 11, 18, 22, 27, 33, 54, 66, 99, 198, 297, 594. Poiché la somma dei suoi divisori (escluso il numero stesso) è 846 > 594, è un numero abbondante.
- È un numero semiperfetto in quanto pari alla somma di alcuni (o tutti) i suoi divisori.
- È un numero palindromo nel sistema di numerazione posizionale a base 5 (4334), nel sistema numerico esadecimale, in base 26 (MM) e in base 32 (II). In queste due ultime basi è altresì un numero a cifra ripetuta.
- È un numero ondulante nel sistema esadecimale.
- È un numero di Harshad nel sistema metrico decimale.
- È un numero pratico.
- È un numero nontotiente (per cui la equazione φ(x) = n non ha soluzione).
- È un numero malvagio.
- È parte delle terne pitagoriche (120, 594, 606), (594, 608, 850), (594, 792, 990), (594, 1008, 1170), (594, 2640, 2706), (594, 3240, 3294), (594, 8008, 8030), (594, 9792, 9810), (594, 29400, 29406), (594, 88208, 88210).

## Astronomia
- 594 Mireille è un asteroide della fascia principale del sistema solare.
- NGC 594 è un galassia spirale della costellazione della Balena.

## Astronautica
- Cosmos 594 è un satellite artificiale russo.